# 斯科菲爾德峰
72°36′S 166°18′E / 72.600°S 166.300°E
斯科菲爾德峰（英語：Schofield Peak）是南極洲的山峰，位於維多利亞地，處於麥卡錫山東南面1.9公里，美國地質調查局根據測量和該國海軍的空中照片繪入地圖，現時由南極條約體系管理。